# حملة صربيا (الحرب العالمية الأولى)

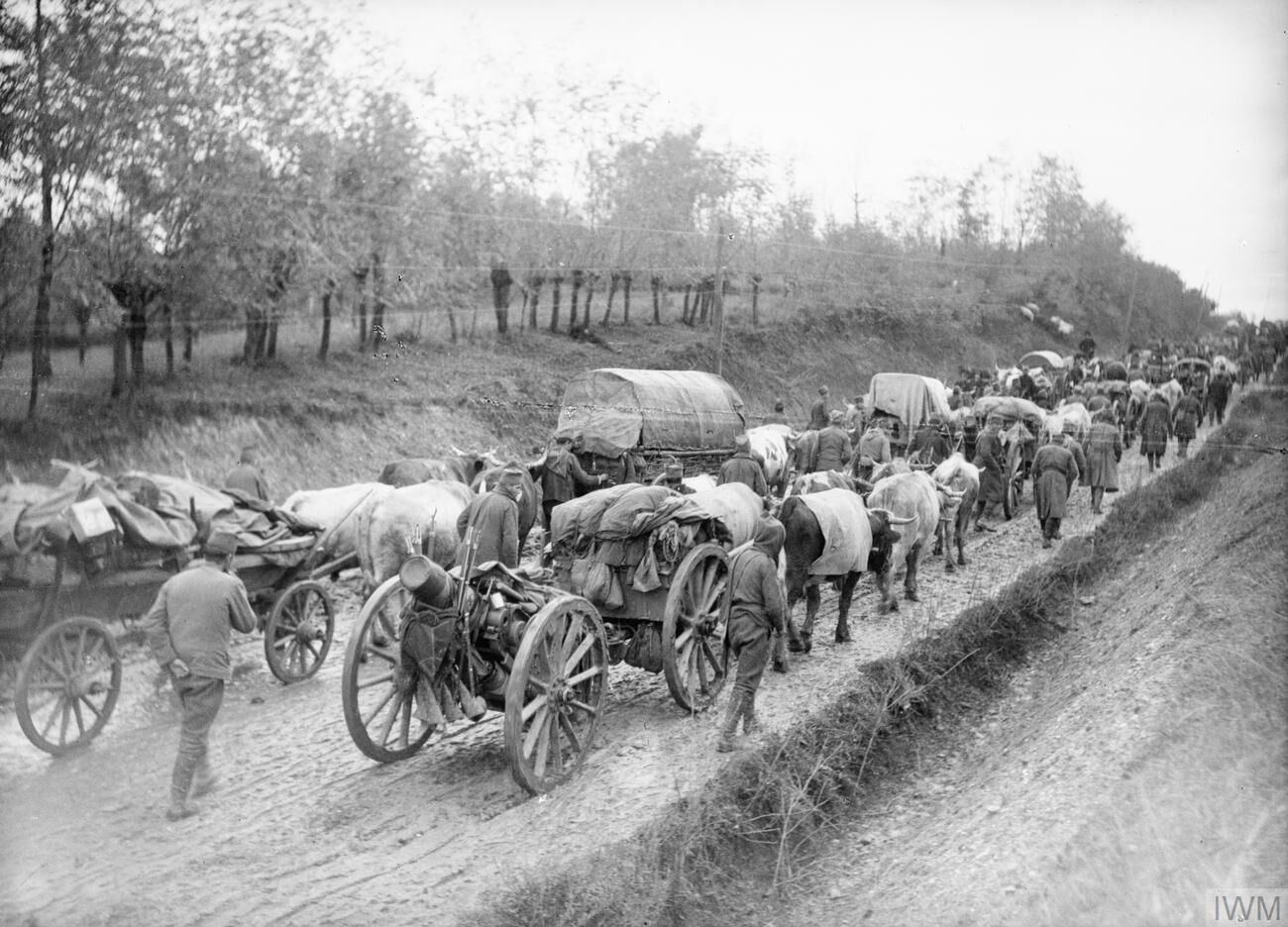
انسحاب الجيش الصربي إلى ألبانيا

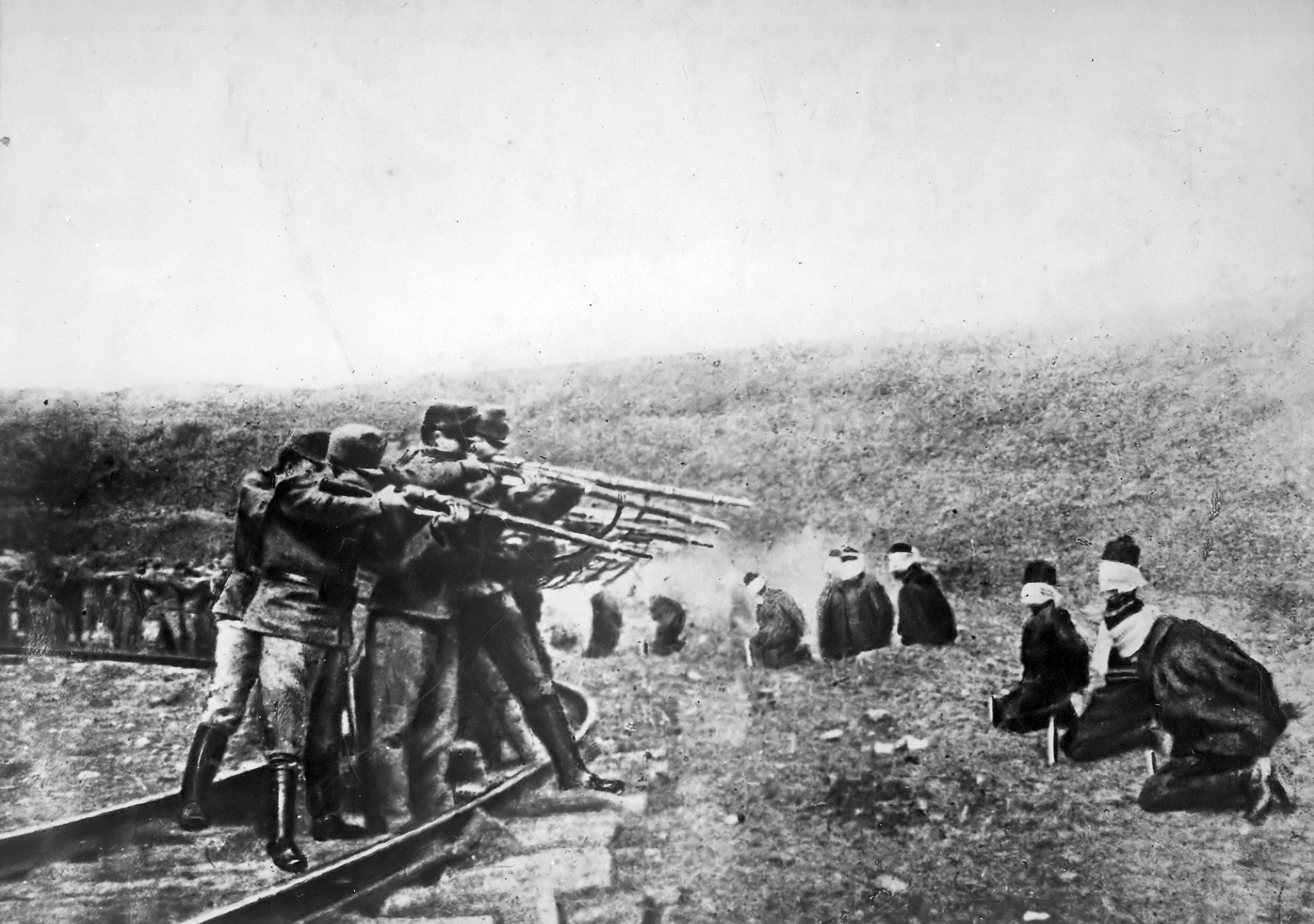
اعدام الجنود الصرب على أيدي الجيش النمساوي

حملة صربيا هي حملة عسكرية شنتها إمبراطورية النمسا-المجر ضد مملكة صربيا في 28 يوليو 1914 بعد شهر من حادثة اغتيال ولي عهد النمسا الأرشيدوق فرانس فريديناند والتي وقعت في 28 يونيو بسراييفو، وهو ما تسبب في اندلاع ازمة دبلوماسية بين النمسا وصربيا تسببت في نهاية الأمر إلى اندلاع الحرب العالمية الأولى.
اشتركت في الحملة كل من مملكة الجبل الأسود بجانب صربيا وبلغاريا بجانب الإمبراطورية النمساوية وتمكنت مملكة صربيا من حشد ما مجموعه 420,000 جندي لمواجهة الغزو النمساوي إلا ان دخول بلغاريا الحرب وتقدم جيشها من الجنوب باتجاه صربيا قد ضاعف مصاعب الجيش الصربي.
أنتهت الحملة باحتلال بلغاريا والإمبراطورية النمساوية لأراضي صربيا والجبل الأسود في نوفمبر 1915 وأنسحاب الجيش الصربي وتمركزه في جزيرة كورفو اليونانية، تكبد الجيش الجيش الصربي خلال الحملة خسائر بلغت 265,000 جندي قتيل و 450,000 قتيل من المدنيين بينما خسرت مملكة مونتيغيرو 3,000 قتيل من جيشها سوى الجرحى والأسرى.

## الخلفية

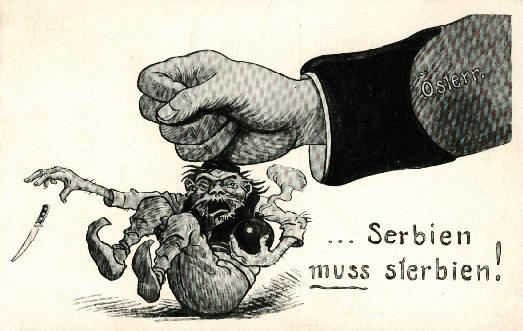
يجب أن تموت صربيا!، كاريكاتير دعائي نمساوي قديم، بعد اغتيال الأرشيدوق فرانز فرديناند من النمسا في عام 1914

سرّعت الإمبراطورية النمساوية المجرية الأزمة البوسنية لعام 1908-1909 عبر ضم الإقليم العثماني السابق البوسنة والهرسك، الذي كانت قد احتلته منذ عام 1878. أغضب هذا مملكة صربيا وراعيها، الإمبراطورية الروسية الأورثوذوكسية ذات القومية السلافية. أفضت المناورة السياسية الروسية في الإقليم إلى زعزعة اتفاقيات السلام التي كانت تتفسخ في ذلك الحين فيما عُرف بـ«برميل بارود أوروبا».
في عامي 1912 و1913، اندلعت حرب البلقان الأولى بين عصبة البلقان، التي ضمت اليونان وبلغاريا وصربيا ومونتينيغرو، والإمبراطورية الرومانية المتهاوية. حسرت معاهدة لندن الوليدة الإمبراطورية العثمانية بصورة إضافية عبر إنشاء إمارة ألبانية مستقلة وتوسيع الأراضي الإقليمية لبغاريا وصربيا ومونتينيغرو واليونان. فقدت بلغاريا معظم الإقليم المقدوني التابع لها لمصلحة صربيا واليونان مع شنها لهجوم في 16 يونيو 1913 على كل من تلك الدول، وإضافةً إلى ذلك فقدت إقليم دوبروجا الجنوبي لمصلحة رومانيا وأدريانبول (مدينة أدرنة في يومنا هذا) لمصلحة تركيا في حرب البلقان الثانية التي دامت 33 يومًا، ما زعزع استقرار الإقليم بصورة إضافية.
في 28 يونيو 1914، اغتال غافريلو برينسيب -طالب صربي بوسني وعضو في منظمة الثوريون الوطنيون المتعددة الإثنيات المسماة البوسنة الشابة- الأرشيدوق النمساوي فرانز فيرديناند، وريث العرش النمساوي المجري، في سراييفو، البوسنة. كان استقلال المقاطعات الجنوبية النمساوية المجرية التي يسكنها بشكل رئيسي السلافيون عن الإمبراطورية النمساوية المجرية الهدف السياسي وراء الاغتيال، على الرغم من أنه تسبب عن غير قصد بإطلاق سلسلة الأحداث التي ورطت روسيا والقوى الأوروبية الكبرى. ابتدأ هذا فترةً من المناورة الدبلوماسية بين إمبراطورية النمسا والمجر وألمانيا وروسيا وفرنسا وبريطانيا سُمّيت بأزمة يوليو. وجّهت إمبراطورية النمسا والمجر إنذار يوليو إلى صربيا، مجموعة من عشرة مطالب تعمّدت الإمبراطورية جعلها غير مقبولة بهدف إشعال حرب مع صربيا. حين وافقت صربيا على ثمانية فقط من المطالب العشرة، أعلنت الإمبراطورية الحرب في 28 يوليو 1914.
تصاعد النزاع بين إمبراطورية النمسا والمجر وصربيا إلى ما يُعرف اليوم بالحرب العالمية الأولى، وجرّت إلى الحرب روسيا وألمانيا وفرنسا والمملكة المتحدة. في غضون أسبوع، كان على إمبراطورية النمسا والمجر مواجهة حرب مع روسيا، راعية صربيا، التي امتلكت أضخم جيش في العالم آنذاك. نتج عن ذلك أن صربيا أمست جبهةً فرعية في القتال العنيف الذي بدأ بالاندلاع على طول حدود الإمبراطورية مع روسيا. امتلكت صربيا جيشًا متمرسًا، إلا أنه كان منهكًا أيضًا من صراعات حرب البلقان وسيئ التسليح، ما جعل النمساويين والمجريين يعتقدون أنه سينهار خلال أقل من شهر. كانت إستراتيجية صربيا الصمود ما دام ذلك ممكنًا والأمل بأن يهزم الروس الجيش النمساوي المجري الرئيسي، مع مساعدة من حلفاء آخرين أو دونها. قلقت صربيا بشكل دائم من جارتها الشرقية العدائية، بلغاريا، التي كانت قد خاضت معها عدة حروب، كانت آخرها في حرب البلقان الثانية عام 1913.

## القوى العسكرية

### النمساوية المجرية
امتلك الجيش النمساوي المجري في وقت السلم نحو 36 ألف ضابط وضابط صف و414 ألف فرد مجند. خلال التعبئة، ارتفع هذا الرقم إلى ما مجموعه 3,350,000 جندي من جميع الرتب. امتلك الجيش العملياتي ما يزيد عن 1,420,000 جندي، وخُصص 600 ألف جندي إضافي للدعم والوحدات اللوجستية (القطار والذخيرة وأرتال الإمداد إلخ) بينما كان الباقي – نحو 1,350,000- قوات احتياط جاهزةً لتعويض الخسائر وتشكيل وحداتٍ جديدة. سمحت هذه القوة البشرية الضخمة للجيش النمساوي المجري بتعويض خسائره بانتظام والحفاظ على الوحدات في قوة تشكيلها. وفقًا لبعض المصادر، خلال عام 1914 كان هناك وسطيًا 150 ألف جندي يُرسلون شهريًا لتعويض الخسائر في الجيش الميداني.